# Facultad de Informática de San Sebastián
La Facultad de Informática de San Sebastián pertenece al Campus de Guipúzcoa de la Universidad del País Vasco. Fue una de  las tres primeras Facultades creadas en España, junto con la Facultad de Informática de Barcelona y la Facultad de Informática de Madrid. Desde 2020 además del grado en Informática también ofrece el grado en Inteligencia Artificial. Unos 100 estudiantes consiguen el grado anualmente. Una larga trayectoria investigadora se plasma en que en el 2020 diecisiete grupos de investigación trabajaban en 95 proyectos de investigación y en ellos se presentaron 14 tesis doctorales.

## Estudios
En la Facultad de Informática se pueden cursar las siguientes titulaciones (revisado a 17 de septiembre de 2020):

### Grado
- Grado en Ingeniería Informática
- Grado en Inteligencia Artificial

En el año 2020, 98 alumnos y alumnas finalizaron sus estudios con la obtención del título. Dado que la tasa de empleo en estos estudios es del 96% a los dos meses de su finalización, prácticamente todos y todas estaban trabajando en informática.

### Másteres
- Máster Universitario en Ingeniería de Sistemas Empotrados
- Máster Universitario en Análisis y Procesamiento del Lenguaje
- Master Universitario en Ingeniería Computacional y Sistemas Inteligentes
- Máster Universitario en Computación de Altas Prestaciones

### Doctorados
- Doctorado en Ingeniería Informática
- Doctorado en Análisis y Procesamiento del Lenguaje

## Historia

### Creación y primeros años

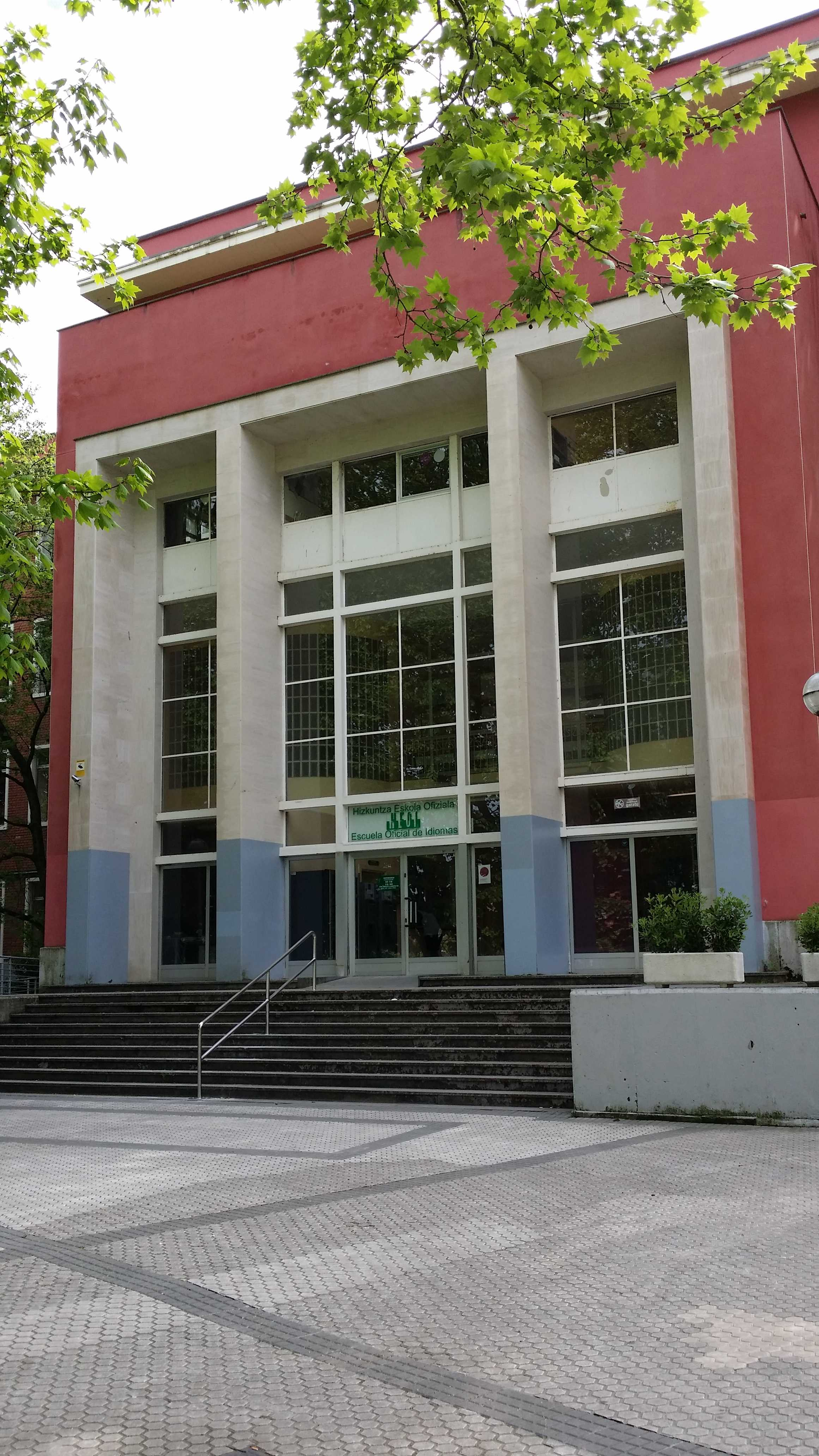
Edificio de la Facultad hasta 1984, en el barrio de Amara

Pertenece al grupo de las tres primeras Facultades creadas en España, junto con la Facultad de Informática de Barcelona y la Facultad de Informática de Madrid
El 29 de marzo de 1969 se crea, con sede en Madrid, un Instituto de Informática, dependiente del Ministerio de Educación y Ciencia. Dos años más tarde, por Orden de 24 de junio de 1971, se aprueba para dicho Instituto un plan de estudios estructurado en cinco cursos.
El 9 de agosto de 1971 se crea en San Sebastián un Centro de Informática dependiente del Instituto de Informática de Madrid y con idéntica estructura curricular (Programador de Aplicaciones, Programador de Sistemas, Analista de Aplicaciones, Analista de Sistemas y Técnico de Sistemas). Es el inicio de la actual facultad.
Por Decreto de 4 de marzo de 1976 se crean en España las primeras facultades de Informática: la de Barcelona en la Universidad Politécnica, la de Madrid, también en la Universidad Politécnica, y la de San Sebastián, dependiente de la Universidad de Valladolid.
Al año siguiente la Facultad de Informática de San Sebastián se incorpora a la entonces denominada Universidad de Bilbao que, un año más tarde, el 25 de febrero de 1980, se convirtió en la actual Universidad del País Vasco (UPV/EHU).

### Evolución en los planes de estudios

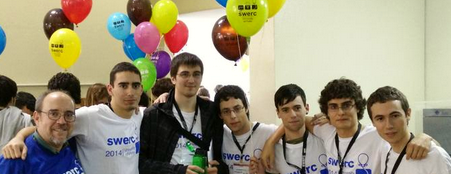
Campeonato de programación SWERC en 2014. Medalla conseguida por el grupo de la facultad. Jesús Ibañez, Adrián Nuñez, Eneko Pinzolas, Jon Mediero, Asier Mujika, Iván Matellanes eta Mikel Artetxe.

Los estudios iniciales de informática dan paso a una licenciatura en el curso 1978/79 (5 años divididos en dos ciclos), que es ligeramente modificada en el curso 1982/83. En 1994 la licenciatura en Informática es sustituida, en todo el Estado, por la Ingeniería Informática. En 2001 se efectúa una ligera modificación en la ingeniería y se ofrece adicionalmente por primera vez una Ingeniería Técnica de Informática de Sistemas de tres años. La reforma de todos los planes de estudio en el Estado, ligada al denominado "plan Bolonia", da por concluida esa etapa, concentrándose la oferta, a partir del curso 2010/11, en un grado en Ingeniería Informática de cuatro años y 240 créditos, con tres especialidades.

### Postgrado
También ha evolucionado con los años la formación de postgrado. Lo que tradicionalmente eran cursos de doctorado hoy en día son Cursos de Máster. La primera experiencia como máster postgrado fue el máster en Ciencia y Tecnología de Computadores que se impartió entre 1991 y 1993. La oferta actual se concreta en los siguientes másteres: Ingeniería de Sistemas Empotrados, Análisis y Procesamiento del Lenguaje (HAP, Hizkuntzaren Azterketa eta Prozesamendua, desde el curso 2007/08), Sistemas Informáticos Avanzados, Ingeniería Computacional y Sistemas Inteligentes, Tecnología de Apoyo a la Autonomía Personal (a partir del curso 2009/10), y Computación de Altas Prestaciones (a partir del curso 2013/14). Durante el curso 2014/15 se comenzarán a impartir el máster profesional en Ingeniería Informática, y el máster "Erasmus Mundus" Language and Communication Technologies.

### Resumen histórico: decanos, universidades, planes de estudios

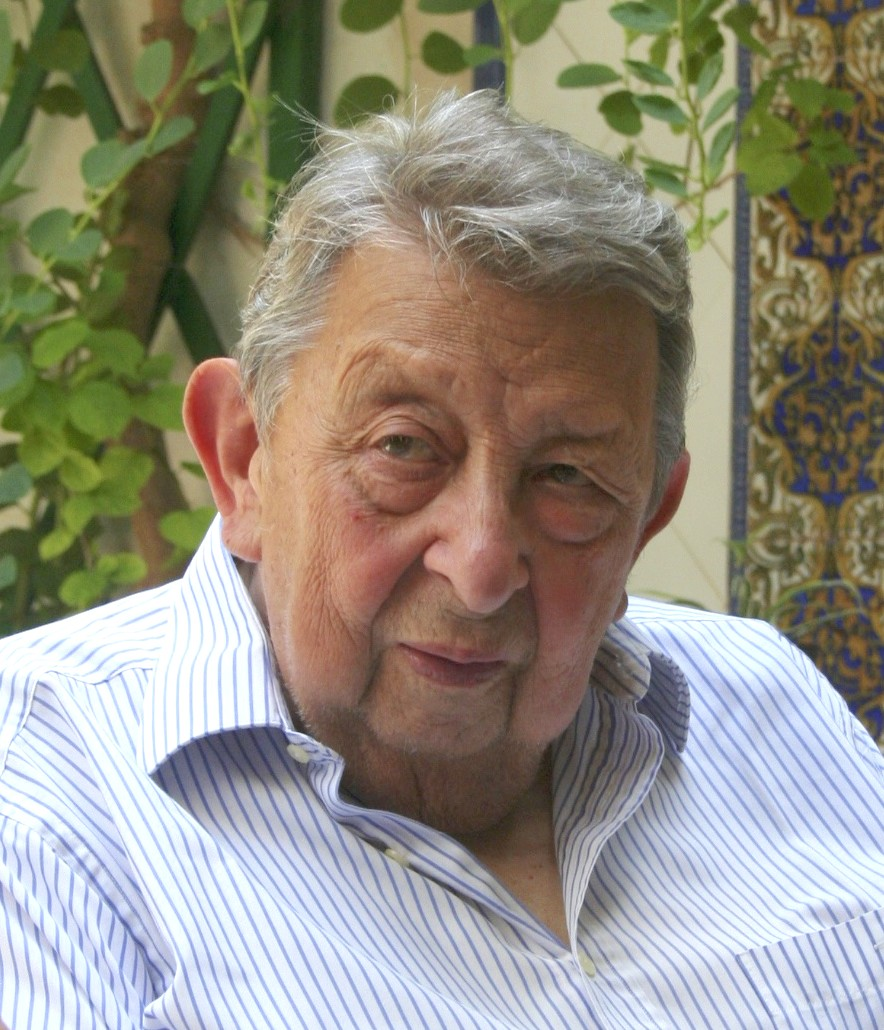
Josep Miró Nicolau, primer decano de la Facultad.

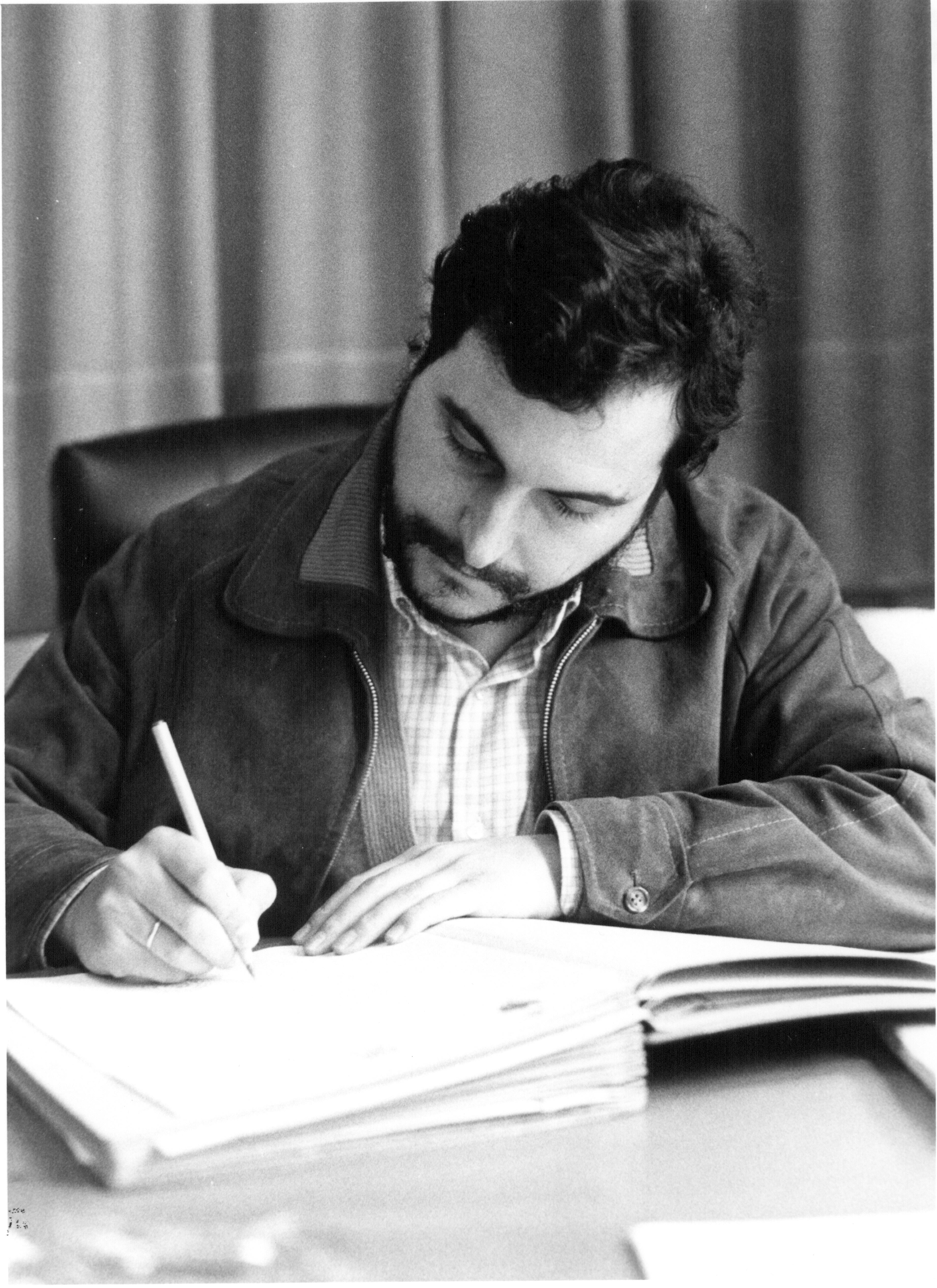
Javier Torrealdea

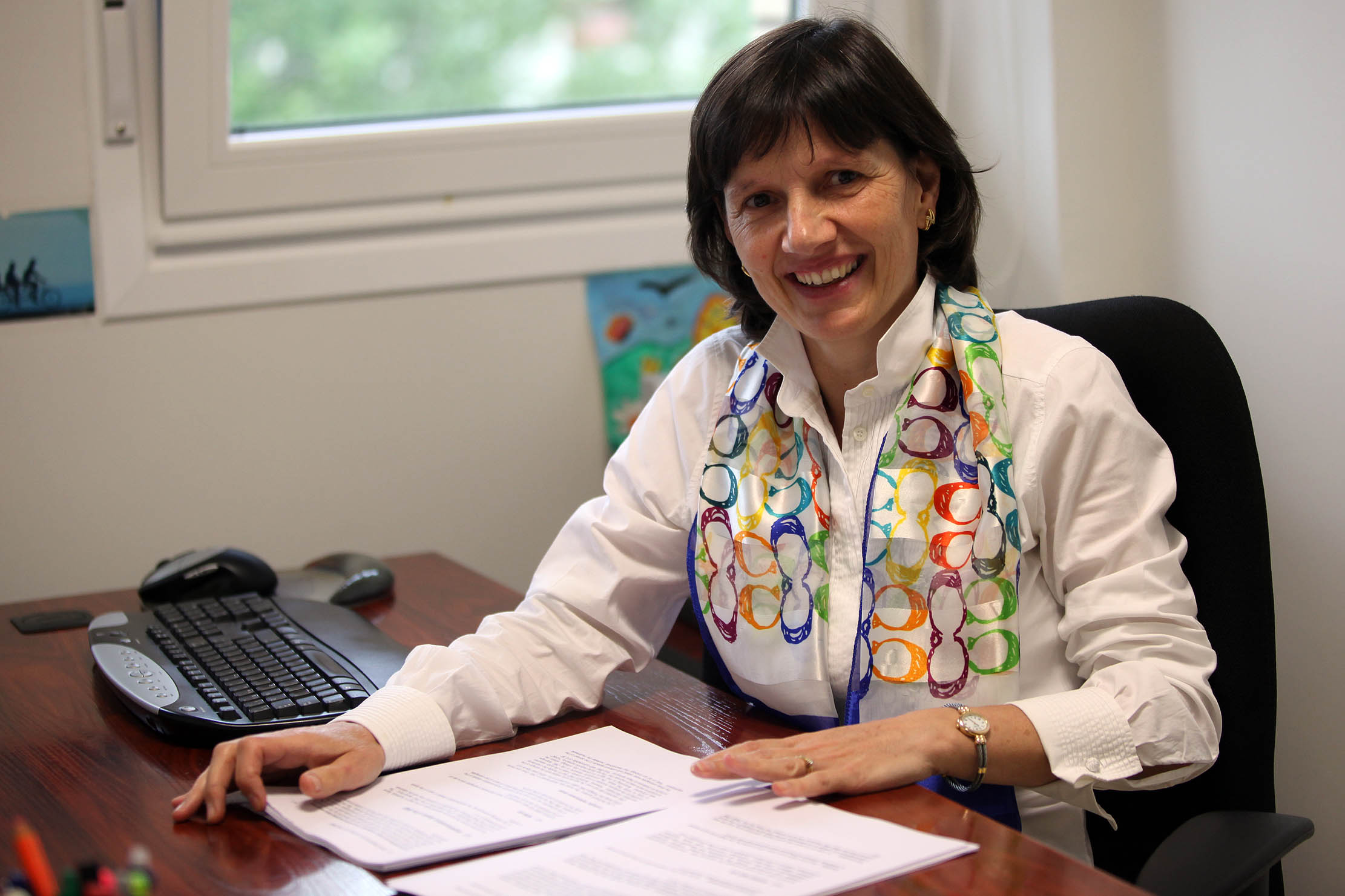
La decana Arantza Illarramendi.

| Año  | Decanos y decanas           | Universidad                                                            | Plan de estudios |
| 1971 | Josep Miró Nicolau          | Instituto de Informática de Madrid                                     | Estudios de Informática (9 de agosto de 1971)                                                                                   |
| 1974 |                             |                                                                        | Primera promoción de técnicos de sistemas del Instituto de Informática Posteriormente convalidados a licenciados en Informática |
| 1976 |                             | Universidad de Valladolid Facultad de Informática (4 de marzo de 1976) | |
| 1977 |                             | Universidad de Bilbao                                                  | |
| 1978 | Luis Gurruchaga             |                                                                        | |
| 1980 |                             | UPV/EHU                                                                | |
| 1982 |                             |                                                                        | Modificaciones en la licenciatura                                                                                               |
| 1983 | Javier Torrealdea Folgado   |                                                                        | |
| 1984 | Josu Aranberri Miranda      |                                                                        | |
| 1985 | Javier Torrealdea Folgado   |                                                                        | |
| 1992 | Julio Abascal González      |                                                                        | |
| 1994 |                             |                                                                        | Ingeniería Informática |
| 1996 | Iñaki Morlán Santa Catalina |                                                                        | |
| 2000 |                             |                                                                        | + Ingeniería Técnica en Sistemas Informáticos                                                                                   |
| 2003 | Julián Gutiérrez Serrano    |                                                                        | |
| 2008 | Clemente Rodríguez Lafuente |                                                                        | |
| 2008 | Arantza Illarramendi        |                                                                        | |
| 2010 |                             |                                                                        | Grado en Ingeniería Informática (plan Bolonia)                                                                                  |
| 2011 | Agustín Arruabarrena Frutos |                                                                        | |
| 2014 | Kepa Sarasola               |                                                                        | |
| 2017 | Alexander Mendiburu Alberro |                                                                        | |
| 2020 |                             |                                                                        | + Grado en Inteligencia Artificial                                                                                              |

## Investigación

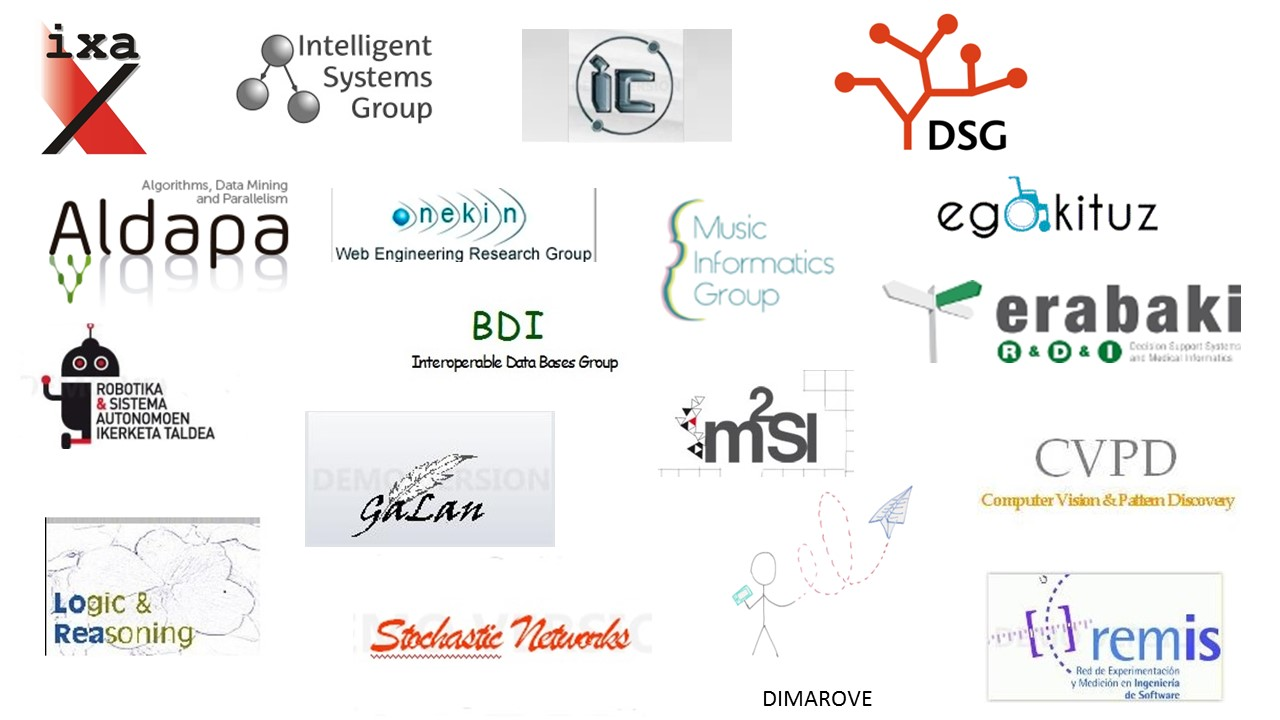
Grupos de investigación de la facultad.

La evolución a nivel de investigación en la facultad ha sido muy notoria. Para ilustrar este cambio baste citar que diez años después de la creación de la facultad no había más de diez doctores, pero que desde 2006 anualmente se defienden más de 15 tesis doctorales. 
En 2020 17 grupos de investigación trabajaban en 95 proyectos de investigación,  donde hasta 39 profesores y profesoras eran investigadores principales. En 2020 se movilizaron 2,2 millones de euros en estos proyectos, se redactaron 149 publicaciones científicas y se presentaron 14 tesis doctorales.

### Grupos de investigación
En la actualidad más de diez grupos de investigación estables realizan su trabajo con base en esta facultad:

#### Bases de datos interoperables (Interoperable Database Group, BDI).
Este grupo creado por la profesora Arantza Illarramendi investiga sobre bases de datos, teléfonos móviles y medicina: Uso de la Web semántica en la gestión de sistemas de información, Desarrollo de aplicaciones para móviles, Tele-transmisión y análisis de señales médicas mediante teléfonos móviles, Interoperabilidad informática de registros médicos.

#### Grupo ERABAKI Ayuda para la toma de decisiones médicas
El profesor Juan Manuel Pikatza Atxa creó este grupo en 1994 este grupo multidisciplinar que investiga en sistemas que ayudan a los médicos en la toma de decisiones en diagnóstico y tratamiento. (Sistemas de Ayuda a la Toma de Decisiones Basados en Guía, SATDBG). Por ejemplo: Diabetes, asma, hiperamonimeia, etc..

#### Grupo ONEKIN, Ingeniería de portales web
Aplicaciones XML, Bases de datos activos, ... El coordinador de este grupo es el profesor Oscar Díaz García.

#### Grupo de Sistemas Inteligentes (Intelligent Systems Group, ISG[9])
Bioinformática, aprendizaje automático, Optimización... El coordinador es el profesor José Antonio Lozano.

#### Grupo de Inteligencia Computacional
Este grupo de Grupo de Inteligencia Computacional está siendo coordinado por el profesor Manuel Graña Romay
Trabajan en diferentes aplicaiones: Sistemas de interacción persona-ordenador, sistemas de seguridad laboral que usan inteligencia ambiental, control de robots móvile, comunicación con personas sordas...

#### Grupo ALDAPA (ALgorithms, DAta mining and PArallelism)
Aplicaciones: Detección de fraude en seguros de automóvil, Fidelización de clientes, Turismo, Problema de distribución de combustible, Reconocimiento automático de caracteres (OCR)sAuto-aseguruen fraude detekzioa, Bezero-fidelazioa, Turismoa, Erregai-banaketaren problema, Karaktere-ezagutze automatikoa (OCR), ...

#### Lógica y razonamiento (Logic and Reasoning Group, LoRea)
Este grupo creado por las profesoras Montse Hermo, Paqui Lucio y Marisa Navarro investiga en: Especificación de programas de ordenador, transformación y verificación, programación funcional, programación lógica, Transformación de grafos, Razonamiento automático con grandes ontologías...

#### Ingeniería y Gestión del Software Empírica
Este grupo creado por el profesor Javier Dolado en colaboración con la red REMIS.

#### Grupo de Robótica y Sistemas Autónomos
Este grupo coordinado por los profesores Basi Sierra y Elena Lazkano investiga en el uso de métodos de aprendizaje automático en robots móviles.

#### Grupo GALAN, Enseñanza y Teknología
El grupo creado por la profesora Isabel Fernández de Castro desarrolla herramientas educativas basadas en nuevas tecnologías tales como editores de mapas de conceptuales.

#### Grupo Web3D-ehu
Investigación en imágenes digitales: visualización interactiva 3D, visualización cooperativa por Internet, realidad virtual, CAD.

#### Integración Geométrica (Geometric Integration Research Group)
El grupo investiga métodos numéricos para caracterizar los rasgos cualitativos (propiedades geométricas) de las soluciones de ecuaciones diferenciales. Los profesores Ander Murua y Joseba Makazaga colaboran con la Universidad Jaume I y la Universidad Politécnica de Valencia. Campos de aplicación: mecánica de sistemas planetarios. dinámica molecular, teoría de control, física de aceleración de partículas, ...

#### Laboratorio de Interacción Persona-Computador para Necesidades Especiales (LIPCNE)
[[Fitxategi:Hitzaldia_DIF_2020_09_25_10_321000.jpeg|thumb|270x270px|Mesa redonda sobre "Inteligencia Artificial y euskera"  Mikel Artetxe, Gorka Azkune, Izaskun Etxeberria eta Nora Aranberri 2020-12-03)]] Este grupo que creó el profesor Julio Abascal González en 1985 para trabajar en la aplicación de las nuevas tecnologías de la información a la solución de problemas de comunicación de personas con discapacidad. El LIPCNE ha diseñado programas de ayuda a la comunicación interpersonal directa y remota (a través del acceso a sistemas de telecomunicación), sistemas de control de entorno, dispositivos comunicadores portátiles, etc. 

#### Grupo IXA, Procesamiento del Lenguaje Natural
Este grupo enmarcado en el campo del Procesamiento del Lenguaje Natural trabaja principalmente en investigación aplicada con la lengua vasca, pero también investiga y ha creado productos para otras lenguas. Sus productos más conocidos son el corrector ortográfico Xuxen, el traductor automático neuronal, la versión de red léxica Wordnet para vasco, y los corpora ZT (sobre ciencia y tecnología) y EPEC. Arantza Diaz de Ilarraza es la coordinadora de este grupo.

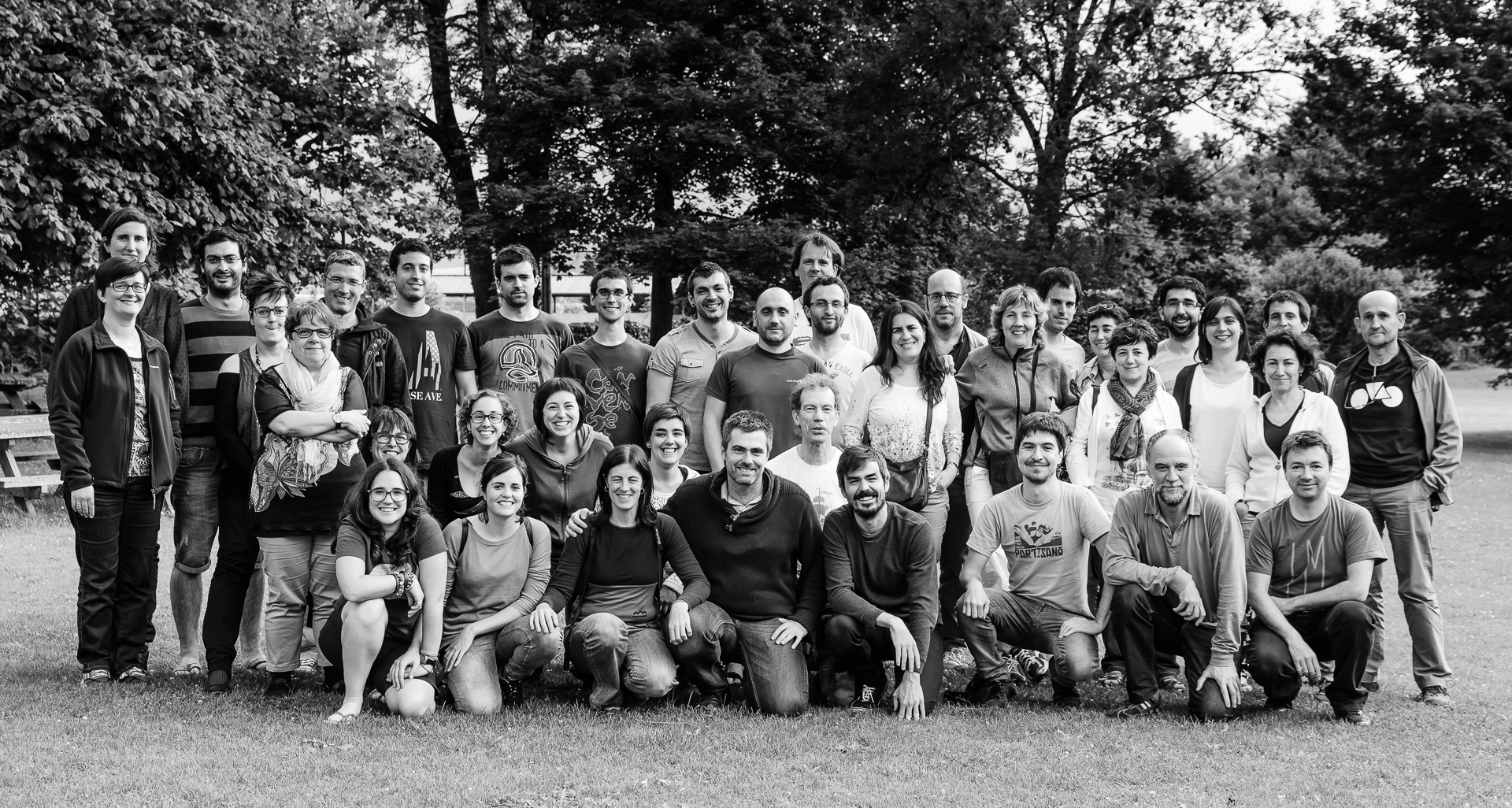
Ixa Taldea (2015)
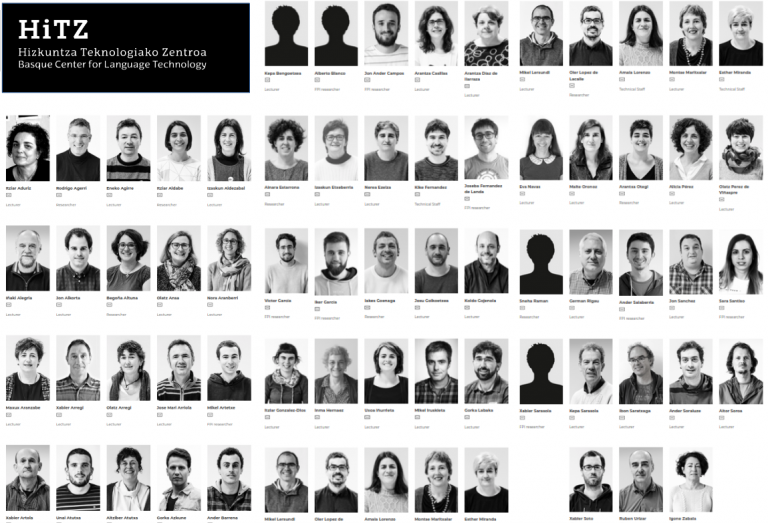
Miembros del Centro HiTZ (2020)

## Empresasspin-off
Alumnos que han terminado los estudios de Informática han creado varias empresas spin-off. Por ejemplo:
- Eleka Ingeniaritza Linguistikoa SL[13]
- IKude Telemed SL[14]
- Innovae Vision SL[15]
- Nesplora[16] Neurociencia
- Magna SIS[17]

## Departamentos
- Arquitectura y Tecnología de Computadores (ATC)
- Ciencias de la Computación e Inteligencia Artificial (CCIA)
- Lenguajes y Sistemas Informáticos (LSI)